# Белоусов, Василий Савельевич
Васи’лий Саве’льевич Белоу’сов (1925—1977) — участник Великой Отечественной войны, стрелок 212-го гвардейского стрелкового полка 75-й гвардейской стрелковой дивизии 30-го стрелкового корпуса 60-й армии Центрального фронта, гвардии красноармеец, Герой Советского Союза (1943) , позднее — гвардии капитан.

## Биография
Родился в 1925 году в с. Раздоры Лозовского района Харьковской обл. (Украина). Работал электросварщиком, маляром. Призван в армию в 1943 году Ашхабадским ГВК, г. Ашхабад (Туркменистан). На фронте с 4 сентября 1943 года.
Стрелок 8-й стрелковой роты 212-го гвардейского стрелкового полка 75-й гвардейской стрелковой дивизии гвардии красноармеец Белоусов В. С. принимал активное участие в форсировании реки Днепр севернее Киева, в боях при захвате и удержании плацдарма в районе сел Глебовка и Ясногородка (Вышгородский район Киевской области) на правом берегу Днепра осенью 1943 года. В наградном листе командир 212-го гвардейского стрелкового полка гвардии полковник Борисов М. С. написал:

Тов. Белоусов один из первых форсировал р. Днепр, бесстрашно, не жалея сил и жизни дрался против немецких разбойников. Во время наступления на д. Ясногородка он первым ворвался в боевые порядки врага и лично сам убил 15 немцев и 3-х взял в плен и доставил их в штаб.
Указом Президиума Верховного Совета СССР от 17 октября 1943 года за успешное форсировании реки Днепр севернее Киева, прочное закрепление плацдарма на западном берегу реки Днепр и проявленные при этом мужество и геройство гвардии красноармейцу Белоусову Василию Савельевичу присвоено звание Героя Советского Союза с вручением ордена Ленина и медали «Золотая Звезда» .
В 1944 году окончил курсы мл. лейтенантов. Капитан запаса.
Жил и работал в г.Черновцы (Украина), там же умер и похоронен в 1977 году.

## Награды
- медаль «Золотая Звезда» № 1923 Героя Советского Союза (17 октября 1943 года)
- орден Ленина
- орден Красной Звезды
- медали

## Память
Похоронен в г. Черновцы, Украина.
Именем Героя названа улица в Черновцах.